# Божидар Бошковић
Божидар Бошковић (Колашин, 2. новембар 1935) српски је сликар.

## Биографија
Божидар Бошковић је дипломирао на Академији примењених уметности у Београду, сликарски одсек (1963). Поред штафелајног сликарства бавио се мозаиком, витражима, таписеријом, као и графичким дизајном. Био је на студијским путовањима у Италији, Немачкој, Француској, Аустрији, Мађарској, Чехословачкој, Румунији и Совјетском Савезу. Радио је као ликовни сарадник Музеја социјалистичке револуције Војводине у Новом Саду.

## Уметнички стил
Сликарство му је у сфери надреалног, с наглашеном лирском интонацијом. Доминирају фигуре у простору, наглашених волумена и покрета.

## Најпознатије слике
- Месечева Венера, 1962.
- Оракулум, 1973.
- Плодови, 1975.
- Чувар Златна јабука, 1993.
- Велики спавач, 1994.

## Самосталне изложбе
- Нови Сад
- Београд
- Котор
- Херцег Нови
- Бар
- Подгорица
- Пераст
- Сомбор
- Вашингтон
- Њујорк
- Дортмунд

## Награде
- III награда на конкурсу за уређење нове железничке станице у Новом Саду (1965)
- Награда публике на II Новосадском салону (1973);
- Наградa за сликарство на заједничкој изложби УЛУС-а, УЛУВ-а и УЛУК-а у Београду (1978);
- Наградa Галерије савремене уметности у Зрењанину (1981);
- Наградa СУБНОР-а Југославије „4. јул“ за ликовну уметност (1982);
- Наградa Галерије „Ликовна јесен“ из Сомбора на ликовном салону Сремскомитрова (1985).